# 沖縄県立八重山商工高等学校
沖縄県立八重山商工高等学校（おきなわけんりつ やえやましょうこうこうとうがっこう）は、沖縄県石垣市真栄里に所在する県立高等学校。日本で最も南に位置する高校である。

## 学科
全日制課程
- 機械・電気科 
  - 機械コース
  - 電気コース
- 情報技術科
- 商業科
  - 会計システムコース
  - 情報ビジネスコース
  - 観光コース

定時制課程
- 商業科

## 沿革
- 1966年（昭和41年）9月20日 - 琉球政府立八重山商工高等学校設立認可[3]。この日が学校創立記念日となる[4]。
- 1967年（昭和42年）4月10日 - 琉球政府立八重山商工高等学校設立。
- 1969年（昭和44年）4月1日 - 琉球政府立八重山高等学校より定時制課程を移管。
- 1991年（平成3年）4月1日 - 人文科設置。
- 2006年（平成18年）
  - 3月 - 第78回選抜高等学校野球大会出場。二回戦進出。
  - 8月 - 第88回全国高等学校野球選手権大会出場。三回戦進出。
- 2007年（平成19年）3月1日 - 人文科閉科[1]。

## 部活動

### 野球部
2005年（平成17年）11月3日、監督の伊志嶺吉盛が率いる本校野球部が第117回九州地区高等学校野球大会（秋季九州大会）で準優勝。翌2006年（平成18年）1月31日に第78回選抜高等学校野球大会（春の甲子園）への出場が正式決定し、沖縄県の離島にある高校として初の甲子園出場を果たした。大会では3月24日の1回戦で先発投手の大嶺祐太による毎回17奪三振の好投もあって高岡商に5-2で勝利。しかし3月29日の2回戦で、この大会優勝の横浜に6-7で敗れた。
2006年（平成18年）7月16日、第88回全国高等学校野球選手権大会（夏の甲子園）沖縄県大会で優勝し、離島勢初の夏の甲子園出場を決めた。8月8日の1回戦において、延長10回の激戦の末、千葉経大付に9-6で逆転勝利。8月13日の2回戦でも松代に5-3で勝利した。8月16日の3回戦で智辯和歌山に3-8で敗れたが、大会のベスト16に名を連ねた。大会後、春夏連続の甲子園出場を記念したモニュメントが校内中庭に建立された。
それまで沖縄県の離島では、甲子園出場を目指す選手は沖縄本島や県外の野球強豪校に進学することが多かったが、野球部の活躍により、2007年（平成19年）4月には沖縄県内のみならず他県出身の選手も入部した。本土出身の選手が沖縄県の離島にある高校に野球留学で入学するのは初のケースであった。

## 著名な卒業生
- 大地康雄（俳優：第1期卒業生、初代生徒会長）[7]
- 大嶺祐太（元プロ野球選手）[2]
- 大嶺翔太（元プロ野球選手）[8]
- 田中貴也（プロ野球選手）[9]
- 平良海馬（プロ野球選手）[8]

## 所在地
- 校舎：〒907-0002 沖縄県石垣市真栄里180
- 学寮：沖縄県石垣市真栄里161-2[10]